# Файна Юкрайна
«Файна Юкрайна» — українське гумористичне скетч-шоу, яке виходило з 21 вересня 2008 по 26 грудня 2010 року на «Новому каналі». Генеральним продюсером виступив Дмитро Царенко. Акторами були Андрій Молочний і Сергій Притула. Програма є адаптацією британського шоу «Маленька Британія».

## Історія
Сергій Притула і Андрій Молочний анонсували свій новий проєкт, «Файна Юкрайна» 21 серпня 2008 року. А зйомки першого сезону шоу стартували вже наступного дня, 22 серпня, у селі Музичі Київської області.
Перший епізод шоу вийшов на «Новому каналі» 21 вересня 2008 року.
Влітку 2009 року за мотивами шоу почали випускати комікси, у яких зображували популярних персонажів шоу. Тоді ж і стартували зйомки другого сезону.
Восени 2009 року Притула давав інтерв'ю у якому сказав, що йому було важко зображати роль менеджера та продюсера, оскільки він не мав подібного досвіду у житті, але з цим йому допоміг Молочний. Також він розповів, що сюжетну лінію про українських олігархів вони знімали на дачі одного зі справжніх олігархів у місті Буча. У цьому ж інтерв'ю Сергій зазначив, що образи геїв-націоналістів з'явилися з його ініціативи, як сатира на гіпертрофовані образи у суспільстві, але після першого сезону їх прибрали через «надмірно агресивне сприйняття їх частиною глядацької аудиторії».
Навесні 2009, коли Сергій в рамках марафону бадьорих ранків з програмою «Підйом» приїхав у Черкаси, то розказав, що місто Жашків для свого скетчу про Антона і Марічку вони вибрали випадково, бо хотіли представити інші міста і регіони України у шоу, та стверджує, що жителі міста сприймають його за «свого».
26 грудня 2010 року на «Новому каналі» вийшла остання 98 серія серіалу у зв'язку з відходом його продюсера Дмитра Царенка з Comedy Club Production. З 2011 по 2015 рік на каналі вже ретранслювалися старі серії. У березні 2015 року канал «К1» набув у Нового каналу права на ретрансляцію серіалу. Перша ретрансляція відбулася 24 березня 2015 року, а остання 28 лютого 2018 року. З 19 березня 2018 по 28 березня 2020 року серіал ретранслювався на каналі «НЛО TV». З 4 червня 2020 по 28 травня 2021 рік серіал ретранслювався на каналі «ОЦЕ ТБ».
У інтерв'ю влітку 2016 Сергій розповів, що після третього сезону у нього був план відзняти повнометражний фільм «Весілля Антона і Марічки», але Андрій на початку 2011 року заявив, що виходить з проєкту, бо хоче зосередитись на сольній кар'єрі. Також Сергій сказав, що Андрій Молочний та Дмитро Царенко, які були разом з Притулою співпродюсерами шоу, внесли правки в документи і в результаті цього, юридично, Сергій Притула не мав ніякого відношення до скетч-шоу. З того часу вони перестали спілкуватися. За словами Притули, у 2011 до нього надходила пропозиція відновити шоу, але вони не дійшли згоди, тому надії на продовження шоу майже немає і «пацієнт скоріше мертвий, а ніж живий».
У 2019 Сергій Притула звернувся до Андрія Молочного у відповідь на висловлювання, у яких Молочний образливо говорив про уряд України та заявляв, що «по Києву ходять натовпами фашисти». Притула написав, що Антон з Марічкою розійшлися і створив вірш у стилі Антона:
|  | Коли від мене ти пішла, я гірко плакав. Обидва ліктя іскусав, пропивши ларьочки гриль. На твій пост в інстаграмі я натрапив... Заплакавши ще раз і зламав костиль! |

## Сюжетні лінії

### Регулярні
Інспектор ДАІ
Сюжет про інспектора ДАІ (Молочний), який постійно намагається отримати хабар у водіїв (деякі з них навіть не порушують правила дорожнього руху). Він панічно боїться бандитів та голів силових структур, намагається їм прислужитися.
У 14 серії інспектор ДАІ представляється працівнику СБУ як Андрій Сергійович, лейтенант. У більш пізніх серіях звучить його прізвище — Молочний. Має колегу, старшину Сергія Дмитровича (Притула), який з'являється у декількох серіях. Місце, де несе службу лейтенант Молочний, за сюжетом не визначене. У 10 серії він пригадував, що стоїть на дорозі «Фастів-Біла Церква», у 32-й — біля села Музичі, а у 50-й Інокентій Бест, який брав у лейтенанта Молочного інтерв'ю, казав, що дія відбувається на трасі «Ямпіль-Житомир».
У другому сезоні в 52-й серії його підвищують до майора (хоча він — лейтенант, а до майора ще є звання старший лейтенант та капітан), замість чергування на посту переводять у Міжрайонний реєстраційно-екзаменаційний відділ (МРЕВ). У подальших епізодах дія відбувається у нього в кабінеті, де він розмовляє з відвідувачами або з Сергієм Дмитровичем, який тепер його підлеглий. У 62-й серії, за хабарництво, його понижують у посаді та знову роблять інспектором ДАІ. Також до нього на навчання відправляють новачка — прапорщика Притулу, якого він навчає до 69-ї серії.
Продюсер Валентин і його зірка Василь
Валентин (Притула) — продюсер, що просуває молодого співака Василя (Молочний), за паспортом (про це йдеться у 12-ій серії) — Василь Дрючок, раніше мешкав у селі. У деяких серіях згадувалося, що Василь навчався у Хмельницькій обласній філармонії. Концертні тури Василя проходять по районних центрах різних областей України.
У другому сезоні, у 44-46 серіях Валентин продюсує Марічку із села під Жашковом із сюжетної лінії про Антона й Марічку.
Починаючи з 72 серії, Василь стає ведучим телемагазину «Файна-шоп» та продає різні дешеві речі з епатажними назвами за великі гроші. Валентин як і раніше залишається його продюсером.
Менеджери Андрій і Сергій
Після закінчення робочого тижня у Києві менеджер консалтингової компанії Андрій (Молочний) і менеджер одного з мобільних операторів Сергій (Притула) йдуть у місцевий генделик, щоб випити «чотириста грам водки і два бокала пива» (укр. Чотириста грам горілки і два кухлі пива) та поділитися подіями, що відбулися за тиждень на роботі. Мають схильність прикрашати свої досягнення. Заздрять успіху один одного і зловтішаються невдачам іншого.
У другому сезоні, у 48 серії Сергій втрачає роботу. Андрій запрошує його до себе у відділ. Відносини друзів змінюються і перетворюються у офіційні. Події епізодів відбуваються у Андрія в кабінеті.
У 69 серії обох менеджерів звільняють і вони влаштовуються на роботу операторами кол-центру «Файна Мобайл». У деяких епізодах до них телефонують персонажі з інших сюжетних ліній: Марічка та Дід Відун.
Антон та Марічка
Бізнесмен Антон (Притула) з Жашкова, який є власником двох кіосків, що продають курей-гриль, їздить у гості на червоній машині марки Chevrolet Aveo до своєї дівчини Марічки (Молочний), яка живе у селі за 20 км від його міста. Антон пише їй вірші і називає «багінєй» (укр. богинею). Окрім Антона, у сюжеті згадується агроном Петро, що кликав її заміж, а також одного разу вона назвала Антона «Вадиком». У трьох епізодах звучить прізвище Антона — Гепало, а у одному з'ясовується прізвище Марічки — Кукіш.
У 35 серії з'являються батьки Марічки — Степан (Молочний) та Любов (Притула). Вони проводжають Антона і Марічку на відпочинок у Єгипет. Далі декілька епізодів присвячені їх відпочинку. Вже перед від'їздом з відпочинку, надвечір, Антон напивається в барі разом з двома дівчатами з Росії, які його обкрадають і залишають голим на місцевому полі для гольфу. Через це Антон з Марічкою сваряться, і вона кидає Антона. У аеропорті «Борисполі» Марічка зустрічає продюсера Валентина, який запропонував їй стати зіркою, на що вона погодилась. Але через короткий час, не витримавши умов українського шоу-бізнесу, вона кидає його і повертається до Антона.
У 47 серії Антон і Марічка переїжджають до Києва, щоб «покорити столицю» та живуть у комунальній квартирі друга Антона, Валєри Коржа — людини, яка має проблеми з вживанням алкоголю. Антон працює вантажником, а Марічка сидить вдома.
У 64 серії вони повертаються в село, та Марічка переїжджає жити до Антона і будує йому новий будинок.
У третьому сезоні Марічка намагається змусити Антона одружитися з нею, але безуспішно.
Андрій Молочний вважав, що сюжет скетчу Марічки і Антона ближчий людям, ніж інші персонажі шоу.
Файна TV
Сюжетна лінія є пародією на провінційне телебачення. Сюжет побудований навколо телеканалу «Файна TV», на якому працюють телеведучий Зиновій Пипка (Молочний) та Інокентій Бест (Притула). Разом з Інокентієм фігурує його оператор Анатолій, якого Бест називає «Толік».
Кожен скетч починається з виступу Зиновія Пипки, який після короткої новини передає слово Інокентію Бесту. Останній кожного разу бере інтерв'ю у людей різного віку та професії, зокрема інерв'юєрами були: цілителька, дауншифтер, сексуальний звабник чи людина, яка вважає себе спайдерменом. Декілька разів героєм репортажів стає мер одного з українських міст, який витрачає гроші міського бюджету на власні потреби та розваги і при викритті журналістами йому вдається виправдатися. Самі актори підтверджували, що цей персонаж є алюзією на Леоніда Черновецького, київського міського голови з 2006 по 2012 роки. Також Інокентій Бест брав інтерв'ю у персонажів інших сюжетних ліній: у 50 серії він зняв репортаж з інспектором ДАІ Молочним, а у 55 серії — з Дідом Відуном.

### Сезонні
Прибиральниці Верховної Ради Ілона Давидівна та Анжела Петрівна
Прибиральниці Верховної Ради Ілона Давидівна (Притула) та Анжела Петрівна (Молочний) постійно обговорюють плітки, які ходять у її стінах і вважають себе рівнею народним депутатам.
У другому сезоні Ілону та Анжелу підвищують до кухарок в їдальні Верховної Ради. Але це робить малий вплив на їх уклад життя. З'являються у двох сезонах до 61 серії, після чого припинили з'являтись.
Тренер і спортсмен
Спільними для всіх сюжетів служать не одні й ті самі персонажі, а український спорт. У цих рамках показують протистояння двох спортсменів або взаємини тренера (Молочний) з підопічним (Притула). Герої завжди різні та представляють різні види спорту. З'являються в першому сезоні, в 1-18 серіях.
Космонавти Льоня і Олесик
Цитата з серіалу: «Наші космонавти хоч і не літають, але завжди тренуються. Хоча під час тренувань можуть пити і палити». Імена космонавтів містять натяк на мера Києва та його секретаря. Мера Києва Леоніда Черновецького в народі прозвали Космос за його специфічну модель поведінки. З'являються вперше в 10 серії та регулярно з'являються з 16 серії в першому сезоні.
Геї-націоналісти Остап і Олекса
В Івано-Франківську створено перший клуб геїв-націоналістів, які вважають своїм обов'язком «карати» геїв-москалів. Головою клубу є Остап (Молочний), а його правою рукою — Олекса (Притула). Також в 11 та 13 серіях показують інших членів клубу, але зі спини — Антіна, Ореста Петровича, Назара і Мирона. У 20 серії стало відомим минуле Остапа і Олекси. У Олекси все це почалось у комсомольські часи на будівництві БАМу, а у Остапа — на службі в ПДВ. Також Остап був делегатом КПРС та брав участь у останньому його з'їзді. У кабінеті Остапа можна помітити фотографію Джорджа Майкла. З'являються у 2 і 3 частинах першого сезону.
Українські фани-ультрас дядько Толя і Гена
Дядя Толя (Молочний) і його друг Гена (Притула) з Лубен приходять на порожній стадіон, де перший ділиться досвідом з фанатського життя з останнім. Також, спостерігають за матчами своєї команди лубенського «Трансформатора», яка постійно програє і вони кажуть коронне «Во-во-во-во-во! Блі-і-і-і-ін!». У 13 серії, коли фани тільки з'явилися, дядько Толя чомусь був названий дядьком Вітею. З'являються в першому сезоні, в 13 і 29-43 серіях.
Ток-шоу «Всє свободни» з Савою Шустрим на Файна TV
У скетчкомі висміюється реальний ведучий українського телебачення — Савік Шустер у виконанні Молочного. На початку скетчу ведучий Сава Шустрий постійно запитує на якому він телеканалі. У кожному випуску він обговорює актуальні проблеми країни разом з гостями (Притула), які теж мають свої відсилання до реальних людей. Наприклад, депутат Лестор Шутіч, депутат «Партії районів та смт» Ганна Бергман, боксер Віталій Крячко та інші. З'являвся у 2 і 3 частинах першого сезону, а також у першій серії третього сезону.
Тінейджери Фелікс і Жека 100 пудів
У 28 серії нам показано нових персонажів першого сезону — це хлопці, які живуть в одному під'їзді: скромний кучерявий ботанік-єврей Фелікс (Дмитро Романов), його друг-гопник Жека 100 пудів (Євген Воронецький). У кожному скетчі, на сходовому майданчику, Жека пропонує наївному Феліксу «реальні двіжі», але він його просто розводить на гроші. І тут приходять додому батько (Молочний) і старший брат Фелікса Рудольф (Притула). Фелікс їм розповідає всю ідею Жеки, після чого тато просить молодшого сина повернутись в квартиру, а Рудольфу «пояснити» їхню думку Жеці щодо його ідей. І у фіналі Рудольф каже гопнику «До свіданія» та б'є головою. Весь скетч російською мовою. З'являються тільки в четвертій частині першого сезону, в 28 і 37-43 серіях.
Українські олігархи
До навченого досвідом олігарха Бориса Гнатовича (Молочний) приїжджає за порадами починаючий нардеп Альоша (Притула) (прообрази — Борис Колєсніков і Віталій Хомутиннік, майбутній зять Притули). Під час прогулянки лісом, за ними постійно їздить чорний «Мерседес» і хтось все це знімає на камеру. Альошенька дає Борису Гнатовичу, який є старим другом його батька, різні дурні ідеї щодо власного життя або долі України, після чого літній олігарх каже: «Розповім тобі історію, Альошенька, а ти послухаєш і зробиш висновки». Та розповідає власні історії з різними відомими політиками з усього світу, проводячи час з ними або в Коростені, або в Збаражі (міста, звідки родом Молочний та Притула). В серіях вони або гуляють по лісу біля Гювінкяа, або сидять в «хатинці» біля Ніцци. Часто Борис Гнатович каже фразу «Пацанва ви зєльоная» з голосом, схожим на Януковича. З'являються у всіх сезонах, по чотири скетчі в перших двох сезонах і регулярно в третьому сезоні.
Доктор Хлус
Цей скетч є пародією на популярний телесеріал «Доктор Хаус». Лікар Григорій Павлович Хлус (Молочний) (девіз: людина живе доти, поки я так хочу), його підопічний афроукраїнець Фурман (Притула) — випускник Тернопільської медакадемії, якого він виміняв у ректора на якусь дешеву річ, і ще двоє людей з його команди, які «лікують людей». Є версія, що батьківщиною Хлуса є Чернівці. Хлус повністю зовнішньо є копією доктора Хауса, вживає амфетаміни. У перших сюжетах входять у палату, де Фурман показує пацієнтів з цікавим випадком (людина 142 роки, донька прокурора, яка хоче сексу, бабця Свєтік, у якої є «пестік» та за аналізами — «здоров'я як у 40-літнього мужика» та інше), а Хлус ставить діагноз і метод лікування, зазвичай клізмою. Пізніше — на консиліумі в кабінеті, де присутні лікарі, деяких з них Хлус називає «6», «666», «13», які йдуть виконувати його доручення. На консиліумі присутня також власниця лікарні, доктор Кадді (Притула), коханка Хлуса і іноді намагається фліртувати з ним. Тут Хлус малює на маркерній дошці різні дурні малюнки, іноді свій портрет, та одночасно викладає методи лікування пацієнтів, надає перевагу МРТ. З'являються в другому і третьому сезонах.
Юкрайна має таланти
Пародія на шоу «Україна має талант». Пародіюються також два члени журі — Влад Яма та Слава Фролова як «Лисий» та «Бєлая», яка тільки істерично сміється. Як таланти на сцені виступають різні бездарні люди, але й люди з реальними талантами (чесний бухгалтер, пожежник, який з 10 метрів «по-піонерські» погасить вогонь, жінка, яка не відмовить жодній людині, та інші). У ролі головного члена журі, який завжди говорить з учасником, виступає продюсер Валентин, але в одному з випусків стало відомо, що поки продюсера немає, його без його відома замінює зірка Василь. З'являються лише в 2 сезоні.
Українська армія
У сюжеті висміюється стан Збройних Сил України тих часів. Тут обігрується дитяча гра «зіпсований телефон». Так на початку нам завжди показують міністра оборони України (Молочний), який віддає наказ по телефону. Пройшовши ланцюг посередників, а це — генерал (Притула), полковник (Молочний), прапорщик (Притула), наказ доходить до рядового (Молочний), який брудний, небритий та в неохайному вигляді. Міністр проводить свій час з дівчатами Лолою та Оксаною у розкішній кімнаті, генерал — грається у солдатики, полковник — випиває кон'як разом зі своєю ад'ютанткою Свєткою, прапорщик — читає газету в каптьорці та лускає насіння, а рядовий — або займається господарськими роботами, або нічим. Всі герої, окрім рядового, вживають ненормативну лексику із запікуванням. Цікавий факт: у міністра оборони найбільші вуса. Надалі у кожної посадової особи вуса менш густі, а у самого рядового їх взагалі немає. У 60-х серіях полковник і прапорщик з солдатами взимку проводять навчання на полігоні. З 70-х серій прапорщик в класі викладає військові теми солдатам, і в той час їх відвідує полковник і теж навчає солдат. Паралельно у 80-х серіях прапорщик і полковник знаходяться влітку на навчаннях. З'являються в другому і третьому сезонах.
Дід Віщун/Дід Відун
Мудрий дід (Молочний) з українського села Тухля, що у Львівській області, різноманітними народними засобами лікує людей, дає поради, вирішуючи їх життєві проблеми, або винаходить різні пристрої, при цьому вправно «збиває» за свої послуги гроші. Серед його клієнтів як звичайні сільські жителі, так і відомі люди — солідний бізнесмен, мер одного українського міста, інші. У 81 серії до нього приїжджає Альошенька, а у 98-й — Інокентій Бест.
Дід Віщун (Відун) є дідусем Антона (див. Марічка та Антон), який іноді також до нього приїздить. У 94 та 97 серіях з'являється ще один онук з дитячим мисленням Васько. Повне їм'я Діда невідоме, один з селян називав його «Трохимовичем». У першому сезоні, попередніми образами Діда Відуна були гончар дід Орест з Сеньківки та винахідник Станіслав Котляр з Музичів, у яких Бест брав інтерв'ю. З'являється в другому і третьому сезонах.
Професор і студент
У рубриці показані взаємини професора інституту Якова Йосиповича (Притула) і студента-мажора Міші Буряка (Молочний), син власника нафтової компанії. У кожній серії професор ставить Міші запитання про те, що він щойно розповідав. Міша викручується завдяки різним жартам. На іспитах та сесіях студенту вдається отримати «відмінно», завдяки хабарям. З'являється з 69 серії в другому і третьому сезонах.
Вчені Аристарх Платонович та Геннадій Геннадійович
У рубриці показані типові будні вчених Аристарха Платоновича (Молочний) та Геннадія Геннадійовича (Притула). У кожній серії вони намагаються провести незвичайний експеримент (підгузник для птахів, безалкогольну горілку, вживити у грошову купюру ДНК черв'яка, щоб вона могла відростати, якщо порвати навпіл, та інше), і зробити відкриття, яке заслуговує на Нобелівську премію. Часто вони випивають спирт або енергетичні відходи. З'являються у третьому сезоні.

### Епізодичні
Українські аграрії
У 3 серії власник землі Василь Петрович (Молочний) приїждає на джипі на поле, благаючи на врожай, оскільки програв усі гроші в казино.
У 5 серії двоє агрономів на полі думають, що сіяти цього року, і в підсумку вирішують нічого не садити, як в минулому році.
Батько та син
З'являються у 4 серії першого сезону. Батько (Молочний), який випиває, радить сину (Притула), котрий ходить у дев'ятий клас, прогулювати уроки, гуляти з дівчатами та пити більше холодного пива. З'ясовується, що син живе з матір'ю в Бельгії, а батько на Троєщині, на вулиці Теодора Драйзера.
Сусіди-односельці
На Тернопільщині живуть два сусіди, які ненавидять один одного. В них відбувається сильна словісна перепалка, але тут вони зупиняються, зрозумівши, що зайшли далеко і, щоб не «посваритись», швидко миряться. У першому сезоні скетч був показаний лише один раз в 7 серії.
Лариса та інструктор Денис
У 39 і 41 серіях глядачам показують 36-річну жінку (Притула), яка хоче переспати з 24-річним тренером (Молочний). З'являються у двох серіях четвертої частини першого сезону.
Спортсмени Сеня та Деня
Сеня (Притула) і Деня (Молочний) качаються в тренажерній залі, придумують як сподобатись жінкам і прославитись. Страждають, як самі стверджують, від «качкового дебілізму» іноді. Мають єдиного кумира — «Арнольда Густавовича». З'являються у шести серіях другого і третього сезону.

## Список епізодів
Всього було випущено три сезони шоу: у першому сезоні було 43 серії, у другому 36 та 19 у третьому.
| Сезон | Епізоди | Епізоди | Оригінальний показ | Оригінальний показ |
| Сезон | Епізоди | Епізоди | Перший показ       | Останній показ     |
| ----- | ------- | ------- | ------------------ | ------------------ |
| 1     | 43      | 43      | 21 вересня 2008    | 12 липня 2009      |
| 2     | 36      | 36      | 30 серпня 2009     | 2 травня 2010      |
| 3     | 19      | 19      | 24 серпня 2010     | 26 грудня 2010     |

## Запрошені зірки
У першому сезоні у 15, новорічному, епізоді шоу взяли участь зірки українського шоу-бізнесу та спорту, зокрема:
- Вадим Мичковський, більш відомий під псевдонімом Дядя Жора, резидент Comedy Club Ukraine, взяв участь у скетчі з інспектором ДАІ, де його зупиняє лейтенант Молочний і його напарник, старшина Притула.
- У сценці про менеджерів Андрія і Сергія з'являється шоумен Дмитро Коляденко і підсідає за столик до двох друзів.
- Олексій Потапенко, який відомий під псевдонімом Потап з'являється у сюжетній лінії про Марічку і Антона. Марічка виграє у акції вечерю з зіркою.
- Олімпійська чемпіонка з плавання Яна Клочкова змагається з персонажем Сергія Притули у розділі про тренера і спортсмена.
- У скечті про зірку Василя продюсер Валентин має на меті створити дует Василя з Настею Каменських.
- Інокентій Бест у сюжетній лінії Файна TV знімає репортаж про те, як мер одного з українських міст витрачає бюджетні кошти для оплати послуг з навчання танців Влада Ями.
- До прибиральниць у Верховній Раді підходить народний депутат Тарас Чорновіл.

## Цікава інформація
- Більшість героїв Файна Юкрайна в основному розмовляють на суржику, декілька персонажів (Савва Шустрий, продюсер Валентин, Аристарх Платонович) розмовляють лише російською, а повністю українською розмовляють хіба що Остап, Олекса, Фурман і Яків Йосипович.
- ДАІшник використовує як службовий транспорт «освячений» мопед Yamaha Jog Aprio з написами «ДАІ», «Міліція», мігалкою, антенами і радаром.
- У 14 випуску менеджери згадують у розмові «Дует імені Чехова», учасником якого є актор Файної Юкрайни — Андрій Молочний.
- У 22 серії, де Валентин читає газетну статтю про концерт Василя, можна помітити, що газета відкрита на програмі телеканалів.
- В епізоді з Інокентієм Бестом про «першу українську команду Формули-1» (55 серія) добре помітна тінь від знімальної групи.
- Диктор за кадром іноді додає російські слова в описи сюжетів про Марічку і Антона. Також у декількох перших епізодах диктор озвучував фінал фразою «Далі буде, я вам отвєчаю» замість «Далі буде».